# Brottning vid olympiska sommarspelen 1984
Brottningen vid olympiska sommarspelen 1984 hölls i Los Angeles och var uppdelat i två discipliner; grekisk-romersk stil och fristil. Tävlingarna var endast öppna för män. 

## Medaljer

### Medaljsummering
| Plac. | Land           | Guld | Silver | Brons | Totalt antal medaljer |
| ----- | -------------- | ---- | ------ | ----- | --------------------- |
| 1     | USA            | 9    | 3      | 1     | 13                    |
| 2     | Japan          | 2    | 5      | 2     | 9                     |
| 3     | Sydkorea       | 2    | 1      | 4     | 7                     |
| 4     | Rumänien       | 2    | 1      | 3     | 6                     |
| 5     | Jugoslavien    | 2    | 1      | 2     | 5                     |
| 6     | Västtyskland   | 1    | 2      | 0     | 3                     |
| 7     | Finland        | 1    | 1      | 1     | 3                     |
| 8     | Italien        | 1    | 0      | 0     | 1                     |
| 9     | Sverige        | 0    | 2      | 2     | 4                     |
| 10    | Kanada         | 0    | 1      | 1     | 2                     |
| 10    | Grekland       | 0    | 1      | 1     | 2                     |
| 12    | Mexiko         | 0    | 1      | 0     | 1                     |
| 12    | Syrien         | 0    | 1      | 0     | 1                     |
| 14    | Storbritannien | 0    | 0      | 1     | 1                     |
| 14    | Schweiz        | 0    | 0      | 1     | 1                     |
| 14    | Turkiet        | 0    | 0      | 1     | 1                     |

## Medaljtabell

### Fristil, herrar
| Klass                     | Guld                        | Silver                      | Brons                       |
| Lätt flugvikt Detaljer... | Bobby Weaver · USA          | Takashi Irie · Japan        | Son Gab-Do · Sydkorea       |
| Flugvikt Detaljer...      | Šaban Trstena · Jugoslavien | Kim Jong-Kyu · Sydkorea     | Yuji Takada · Japan         |
| Bantamvikt Detaljer...    | Hideaki Tomiyama · Japan    | Barry Davis · USA           | Kim Eui-Kon · Sydkorea      |
| Fjädervikt Detaljer...    | Randall Lewis · USA         | Kosei Akaishi · Japan       | Lee Jung-Keun · Sydkorea    |
| Lättvikt Detaljer...      | You In-Tak · Sydkorea       | Andrew Rein · USA           | Jukka Rauhala · Finland     |
| Weltervikt Detaljer...    | David Schultz · USA         | Martin Knosp · Västtyskland | Šaban Sejdi · Jugoslavien   |
| Mellanvikt Detaljer...    | Mark Schultz · USA          | Hideyuki Nagashima · Japan  | Christopher Rinke · Kanada  |
| Lätt tungvikt Detaljer... | Ed Banach · USA             | Akira Ota · Japan           | Noel Loban · Storbritannien |
| Tungvikt Detaljer...      | Lou Banach · USA            | Joseph Atiyeh · Syrien      | Vasile Pușcașu · Rumänien   |
| Supertungvikt Detaljer... | Bruce Baumgartner · USA     | Robert Molle · Kanada       | Ayhan Taşkin · Turkiet      |

### Grekisk-romersk stil, herrar
| Klass                     | Guld                               | Silver                           | Brons                         |
| Lätt flugvikt Detaljer... | Vincenzo Maenza · Italien          | Markus Scherer · Västtyskland    | Ikuzo Saito · Japan           |
| Flugvikt Detaljer...      | Atsuji Miyahara · Japan            | Daniel Aceves · Mexiko           | Bang Dae-Du · Sydkorea        |
| Bantamvikt Detaljer...    | Pasquale Passarelli · Västtyskland | Masaki Eto · Japan               | Haralambos Holidis · Grekland |
| Fjädervikt Detaljer...    | Kim Weon-Kee · Sydkorea            | Kent-Olle Johansson · Sverige    | Hugo Dietsche · Schweiz       |
| Lättvikt Detaljer...      | Vlado Lisjak · Jugoslavien         | Tapio Sipilä · Finland           | James Martinez · USA          |
| Weltervikt Detaljer...    | Jouko Salomäki · Finland           | Roger Tallroth · Sverige         | Ştefan Rusu · Rumänien        |
| Mellanvikt Detaljer...    | Ion Draica · Rumänien              | Dimitrios Thanopoulos · Grekland | Sören Claeson · Sverige       |
| Lätt tungvikt Detaljer... | Steve Fraser · USA                 | Ilie Matei · Rumänien            | Frank Andersson · Sverige     |
| Tungvikt Detaljer...      | Vasile Andrei · Rumänien           | Greg Gibson · USA                | Jožef Tertei · Jugoslavien    |
| Supertungvikt Detaljer... | Jeff Blatnick · USA                | Refik Memišević · Jugoslavien    | Victor Dolipschi · Rumänien   |